# Complexo do Castelo de Mir
O Complexo do Castelo de Mir (em bielorrusso, Мірскі замак) é um Patrimônio da Humanidade da UNESCO na Bielorrússia, na cidade de Mir no distrito de Karelichy na província de Goradnia, 29 km a noroeste de outro lugar patrimônio da Humanidade, o castelo de Nesvizh.
A construção do castelo começou em finais do século XV, em estilo gótico. A construção do castelo foi acabada pelo duque Ilínich a princípios do século XVI próximo do povoado de Mir (anteriormente da guberniya de Minsk). Arredor de 1568 o castelo de Mir passou a mãos de Mikołaj Krzysztof Radziwiłł, que acabou de construir o castelo no estilo renascentista. Um palácio de três andares foi construído junto aos muros leste e norte do castelo. Fachadas revocadas em gesso foram decoradas com portais de cálice, placas, balcões e porches.

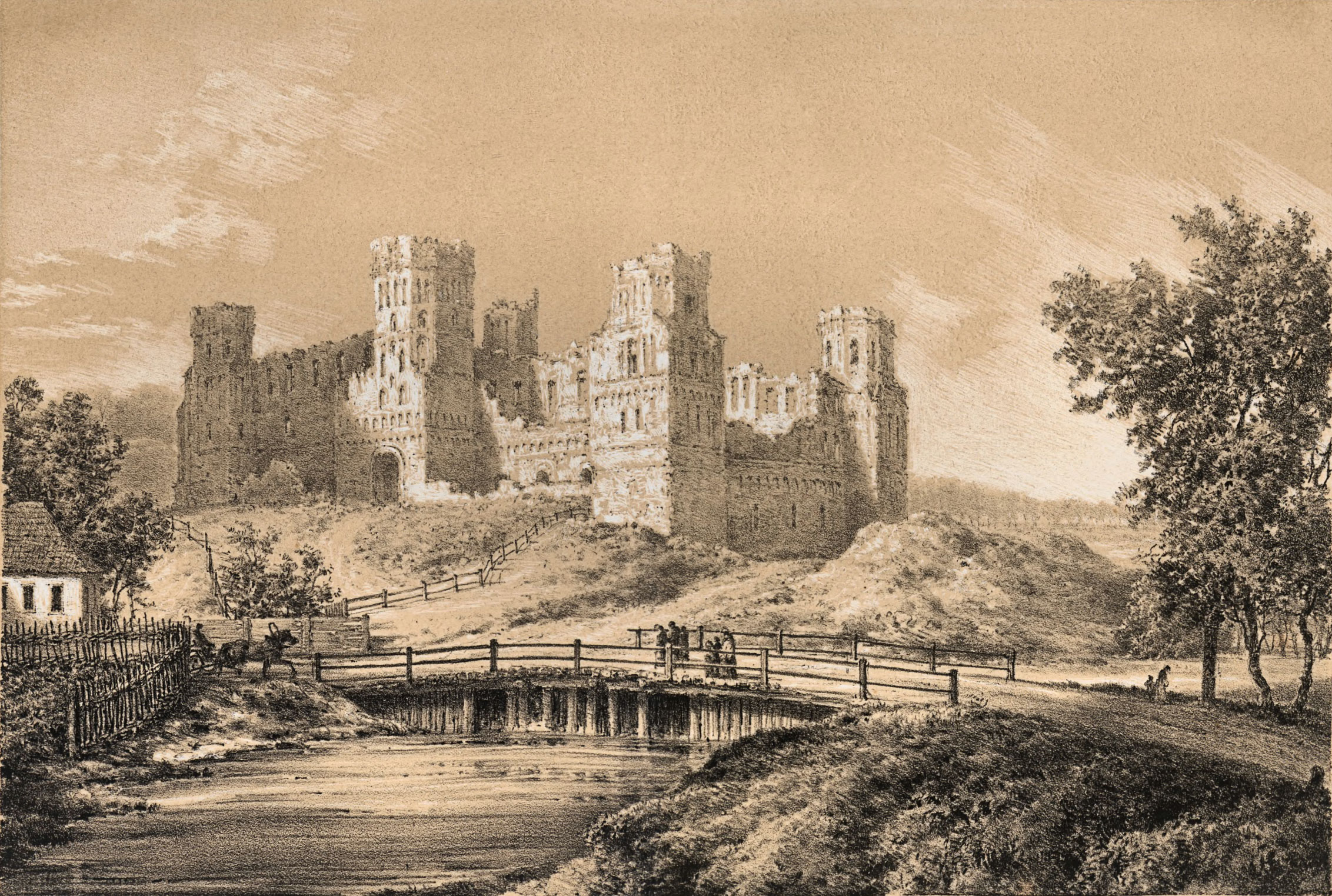
Desenho de Napoleão Orda, 1876

Depois de ser abandonado durante quase um século e sofrendo diversos danos durante o período napoleônico, o castelo foi restaurado a finais do século XIX. Em 1813, após a morte de Dominik Hieronim Radziwiłł, o castelo passou a mãos de sua filha Stefânia, com quem se casou com Ludwig zu Sayn-Wittgenstein-Berleburg. O castelo depois passou a mãos de sua filha Maria, que se casou com o príncipe Chlodwig de Hohenlohe-Schillingsfürst.
Seu filho, Maurice Hohenlohe-Schillingsfürst vendeu o castelo a Nikolai Sviatopolk-Mirski, do clã Bialynia, em 1895. O filho de Nikolaj Michail começou a reconstruir o castelo de acordo com os planos do arquiteto Teodor Bursze. A familia Sviatopolk-Mirski foi proprietária do castelo até 1939. Durante a Segunda Guerra Mundial, passou a mãos da força de ocupação nazi e serviu como gueto para a população judia local antes de sua eliminação.